# Anjaam
Pour plus de détails, voir Fiche technique et Distribution.
Anjaam est un thriller psychologique indien, réalisé par Rahul Rawail, sorti en 1994.

## Synopsis
Une hôtesse de l'air, Shivani Chopra (Madhuri Dixit), belle jeune femme pétillante rencontre en discothèque un jeune homme inquiétant, Vijay Agnihotri (Shahrukh Khan). Celui-ci se comporte comme un mufle et Shivani ne lui prête aucune attention. Mais pour Vijay, riche héritier un peu trop gâté, Shivani est la femme de ses rêves. Elle devient son obsession. Il la veut à tout prix. Il décide de la demander en mariage. Mais Shivani se marie à un autre et part à l'étranger. Vijay tente de se suicider en s'ouvrant les veines.
Quatre ans plus tard lors d'un mariage Vijay revoit Shivani, son obsession resurgit et s'amplifie. Il ira jusqu'à tuer l'époux de Shivani et à la faire accuser de ce meurtre quand celle-ci refuse de l'épouser. Elle passera plusieurs années en prison. Son bonheur anéanti, Shivani s'endurcit en prison et sa détermination à la vengeance s'accroit. Quand elle sort, elle se met à la recherche de Vijay.

## Fiche technique
- Titre : Anjaam
- Titre original : अंजाम
- Réalisation : Rahul Rawail
- Scénario : Sutanu Gupta
- Dialogues : Rumi Jaffery
- Direction artistique : Sudhendu Roy
- Compositeurs : Anand Chitragupth, Milind Chitragupth
- Photographie : Sameer Arya
- Montage : Suresh Chaturvedi
- Production : Maharukh Jokhi, Rita Rawail
- Pays d'origine :  Inde
- Langue : Hindi
- Genre : Drame et thriller
- Durée : 170 minutes
- Dates de sorties en salles :
  -  Inde : 22 avril 1994

## Distribution
- Madhuri Dixit : Shivani Chopra
- Shahrukh Khan : Vijay Agnihotri
- Deepak Tijori : Ashok Chopra
- Tinnu Anand : Mohanlal
- Johnny Lever : Champa Chameli
- Himani Shivpuri : Nisha
- Sudha Chandran : La sœur de Shivani
- Beena Banerjee : Mme. Padma Agnihotri
- Kiran Kumar : Inspecteur Arjun Singh
- Baby Gazala : Pinky Chopra

## Distinctions
- En 1995 , Anjaam a été sélectionné deux fois dans diverses catégories et a remporté une récompense[1].

### Récompenses et nominations
| Année | Cérémonie       | Prix                                                                          | Lauréat       |
| ----- | --------------- | ----------------------------------------------------------------------------- | ------------- |
| 1995  | Filmfare Awards | Lauréat au Filmfare Award de la meilleure performance dans un rôle de méchant | Shahrukh Khan |
| 1995  | Filmfare Awards | Nomination au Filmfare Award de la meilleure actrice                          | Madhuri Dixit |